# Wilhelmina Maria Fryderyka von Rochlitz
Wilhelmina Maria Frydryka von Rochlitz (j. niem: Wilhelmina Maria Frederica von Rochlitz, ur. 20 czerwca 1693, zm. po 1729) – szlachcianka polska niemieckiego pochodzenia.

## Życiorys
Była nieślubną córką elektora saskiego Jana Jerzego IV Wettyna i Magdaleny Sybilli von Neitschütz (a potem von Rochlitz), jego oficjalnej metresy. Urodziła się we Frankfurcie nad Menem, a jej dwa pierwsze imiona, Wilhelmina Maria, nadano na cześć króla i królowej Anglii, Wilhelma i Marii. Imię Fryderyka nadano jej w związku z koligacjami z duńską rodziną królewską (przez babcię była prawnuczką króla Danii i Norwegii Fryderyka III Oldenburga). We wczesnym dzieciństwie wychowywała się razem z Karoliną z Ansbach, późniejszą królową Anglii. Jej rodzice zmarli wkrótce po jej urodzeniu na ospę, w związku z czym wychowała się w Polsce na dworze swojego wuja króla Augusta II Mocnego Wettyna.
W 1720 roku wyszła za mąż za kasztelana radomskiego Świętosława Piotra Dunina (zm. 1736 r.). Miała z nim czworo lub pięcioro dzieci. Byli to:
- Fryderyk Piotr Dunin (1729-1788), generał, starosta zatorski
- Antonina Dunin, żona Ignacego Malczewskiego
- Marianna Dunin, żona Antoniego Tomkowicza
- Józefa, zakonnica

Przez córkę Antoninę, była prababką poety Antoniego Malczewskiego.